# ORP Orkan i ORP Huragan (1939)
ORP Orkan i ORP Huragan – przewidywane nazwy polskich niszczycieli typu Grom. Byłyby to trzeci i czwarty okręt tego typu w Marynarce Wojennej. Budowę obydwu jednostek rozpoczęto w Warsztatach Portowych Marynarki Wojennej w Gdyni w sierpniu 1939 roku. W porównaniu do wybudowanych okrętów tego typu w projekcie wprowadzono modyfikacje, dotyczące m.in. uzbrojenia, mocy zainstalowanych turbin, układu nadbudówek. Ich budowę przerwał wybuch II wojny światowej, przez co okręty nigdy nie zostały ukończone. Blachy przygotowane do budowy okrętów wykorzystano do budowy pociągu pancernego Smok Kaszubski.

## Geneza i budowa
W ramach sześcioletniego planu rozbudowy floty, przyjętego w 1936 roku, szefostwo KMW planowało powiększyć flotę m.in. o dwa kolejne duże niszczyciele (nr 5 i 6). Przewidziano dla nich nazwy ORP „Orkan” i „Huragan”. W związku z dobrymi doświadczeniami w eksploatacji zbudowanych w Wielkiej Brytanii niszczycieli typu Grom: ORP „Grom” i ORP „Błyskawica” 9 kwietnia 1938 roku podjęto decyzję o zamówieniu kolejnych dwóch jednostek tego typu. Zdecydowano, że będą one wybudowane w Polsce. Budowę okrętów zlecono Warsztatom Portowym Marynarki Wojennej (WPMW) przy udziale Stoczni Marynarki Wojennej w Gdyni. Stocznia powstawała bardzo płynnie wyodrębniając się z warsztatów portowych i na tym etapie bardzo trudno te zdawałoby się różne zakłady od siebie oddzielić. Od 25 listopada 1933 r. szefem WPMW stał się kmdr ppor. inż. Witold Szulc, który od 1936 r. awansował na kmdr por. W 1934 r. Szulc stał się też szefem powstającej Stoczni Marynarki Wojennej. Przygotowania do budowy nowych kontrtorpedowców rozpoczęto od budowy zaplecza, jak hal z urządzeniami do cięcia, kształtowania czy cynkowania blach. Wybudowano też odpowiednią pochylnię.
Plany nowych niszczycieli oparto na projekcie angielskiej Stoczni John Samuel White w Cowes, jednak wprowadzono w nim kilka zmian. Zachowała się dokumentacja przynajmniej 4 rozważanych wersji okrętów. Projekt przewymiarowano z systemu calowego na metryczny. Modyfikacje uwzględniały wszystkie udoskonalenia i poprawki jakie zastosowano na okrętach typu Grom podczas ich eksploatacji w Polsce. Podstawy dział artylerii głównej miały być o 10 cm niższe na czopach od dotychczasowych. Zmiany objęły też kształt i rozmieszczenie nadbudówek: pomost dowodzenia miał otrzymać innych układ, zmienione miały być maszt i komin, które planowano zgrupować. Zmiany te miały zmniejszyć opory aerodynamiczne nadbudówek, których pokonywanie w przypadku wybudowanych okrętów tego typu płynących z prędkością 40 węzłów pochłaniało 27% mocy układu napędowego. Rozważano zastąpienie karabinów maszynowych 13,2 mm Hotchkissa podwójnie sprzężonymi działkami 20 mm Oerlikona, zmienione miały być także wyrzutnie bomb głębinowych. Planowano zamontowanie trzeciego zestawu działek 40 mm Boforsa. Szacowano, że zmiany te spowodują zwiększenie wyporności normalnej okrętów o 70 ton (do 2214 ton). Aby uniknąć zmniejszenia prędkości okrętów, planowano zwiększyć moc maszyn o 2500 KM (do 56500 KM). Ponadto blachy na okrętach miały być w większym stopniu spawane, a nie jak dotychczas nitowane.
Planowano, że całkowity koszt wybudowania dwóch okrętów zamknie się kwotą 32,2 mln złotych. Stoczni miało przypaść po 6,5 mln zł za okręt – pozostała część ceny obejmowała dostawy i zamówienia realizowane przez KMW. Przewidywano, że 55% kosztów zostanie ulokowanych w zamówienia u dostawców krajowych. Płatność miała być zrealizowana w czterech ratach, z czego pierwsza (20%) miała być uiszczona do 1 kwietnia 1940 roku, kolejne wynosić miały 33% i 35%, ostatnia zaś rata obejmująca pozostałą należność miała być zapłacona do 1 kwietnia 1943 roku. Okręty miały być objęte roczną gwarancją.
Jeszcze przed złożeniem oficjalnego zamówienia na okręty, które nastąpiło 1 kwietnia 1939 roku, zamówiono w zakładach Boforsa działa artylerii głównej i przeciwlotniczej kal. 40 mm, zaś 24 kwietnia zamówiono podstawy do działek Oerlikona. 4 kwietnia 1939 r. Kierownictwo Marynarki Wojennej zamówiło w Anglii 4 zespoły turbin parowych dla przyszłych okrętów. Kotły parowe wykonać miały Warszawskie Zakłady Ostrowieckie oraz zakłady Hipolita Cegielskiego. WZO zlecono też wykonanie wyrzutni torpedowych. Stal, odpowiadającą parametrami angielskiej stali typu „D”, wyprodukować miała huta „Batory”. Nadzór nad budową okrętów sprawowała Komisja Nadzorcza, której przewodniczył inż. Jan Morze. Do wybuchu wojny ogromna większość zamówień na materiały, instalacje, urządzenia, uzbrojenie była już złożona i znajdowała się w realizacji. Budowę okrętów rozpoczęto od cięcia i kształtowania już dostarczonych blach okrętowych. W zachowanych dokumentach archiwalnych nie ma potwierdzenia, by odbyło się położenie stępki pod pierwszy okręt, choć takie informacje pojawiają się we wspomnieniach niektórych świadków.
Oddanie do eksploatacji przewidziano: pierwszego okrętu w kwietniu, a drugiego w październiku 1942 roku. Po wybuchu II wojny światowej budowę okrętów wstrzymano, a przygotowane blachy wykorzystano do budowy pociągu pancernego Smok Kaszubski. Niemcy budowy nie kontynuowali.

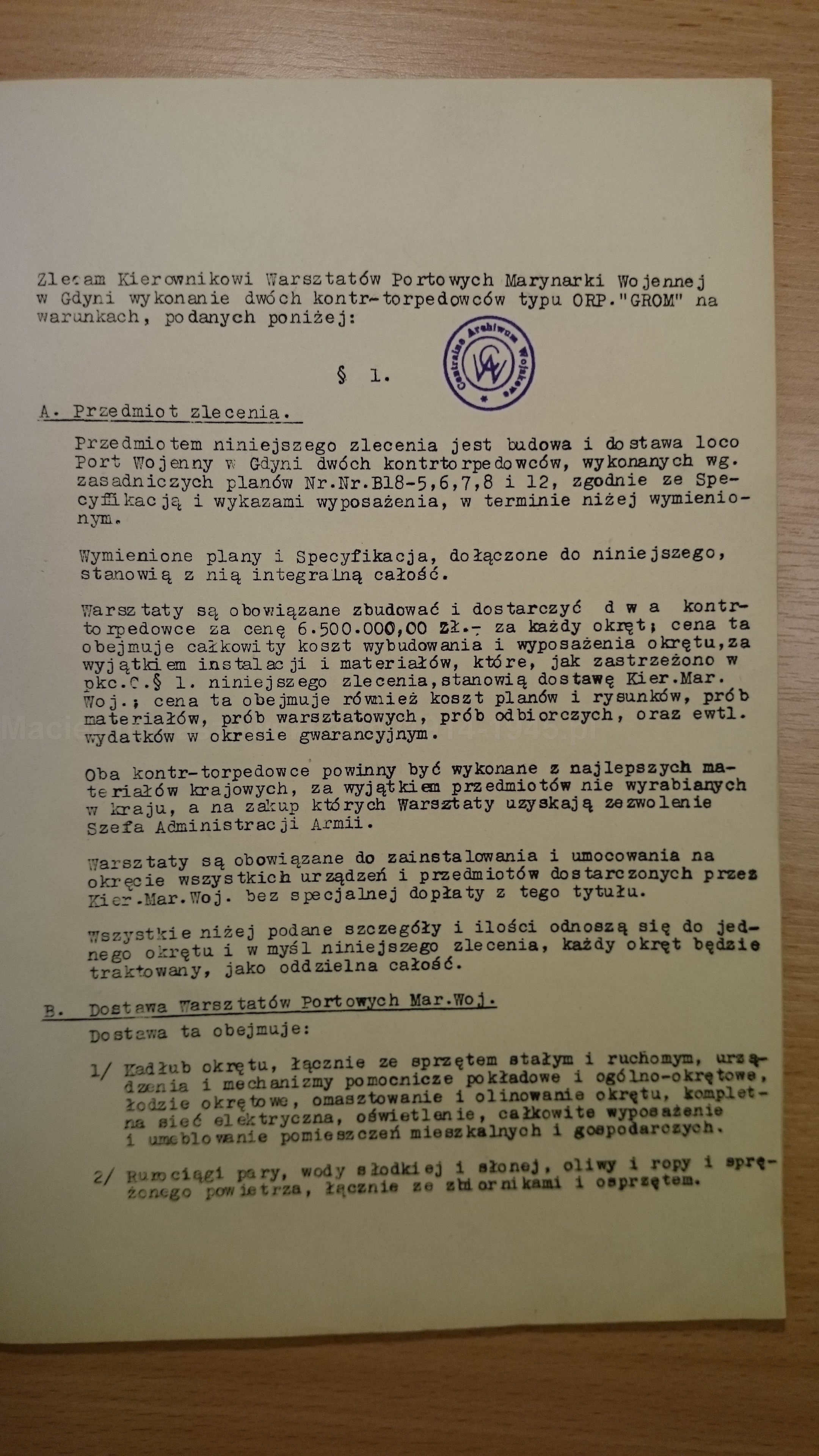
Pierwsza strona zlecenia na budowę OORP „Huragan” i „Orkan”
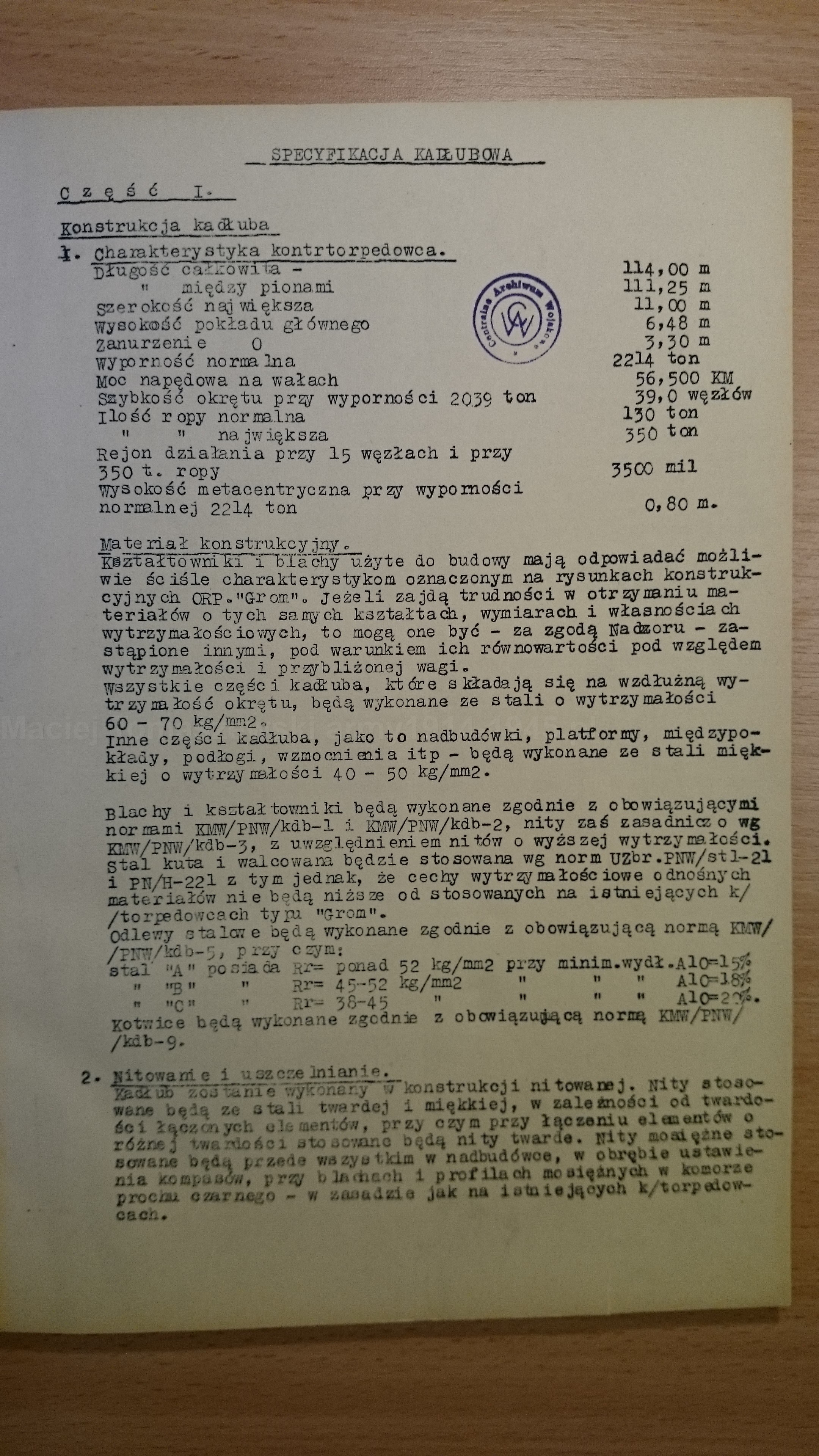
Pierwsza strona specyfikacji technicznej na budowę OORP „Huragan” i „Orkan”
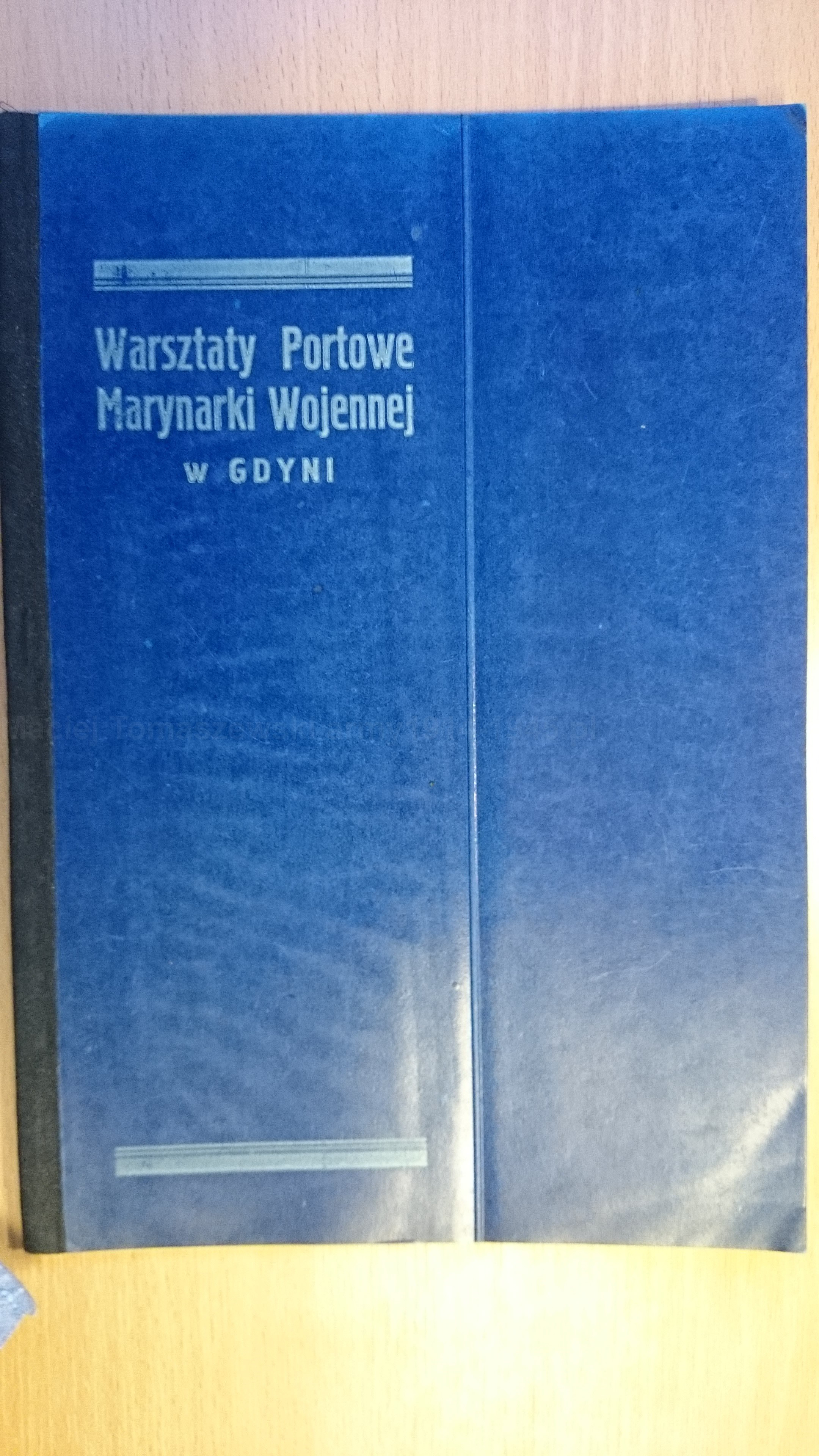
Okładka specyfikacji technicznej na budowę OORP „Huragan” i „Orkan”